# 山本慎一
山本 慎一（やまもと しんいち、1962年10月10日 - ）は、鹿児島テレビ放送(KTS)の元アナウンサーで、同局アナウンス部長だった。

## 来歴・人物
山口県萩市出身。広島県福山市で育つ。國學院大學卒業後、1987年KTS入社。
入社2年目の1988年秋から「KTSスーパータイム」キャスターに就任。1995年秋からは15年半に渡って平日全てを担当していた。長らくKTSの顔として親しまれてきたが、2011年3月25日を以て「KTSスーパーニュース」のキャスターを卒業・坪内一樹に譲った。
東日本大震災の際は、全国各局の幹部アナウンサーやフジテレビ系列のアナウンス研修で多くのアナウンサーや社員がお台場や都心にいた。山本もその一人で、「ナマ・イキVOICE」の東北新幹線ロケから東京へ戻ったばかりの中西真貴等と共に遭遇。山本自身は会議を行っていたお台場のホテルで一夜を過ごした事をブログで明らかにしている。
娘はAKB48の柏木由紀と同級生である。　
入社年度（1987年）から2016年3月まではアナウンス部て、2016年4月から2018年5月までは報道部副部長に、2018年6月から2023年3月までは報道部長を務めていた。
2023年春、KTSを定年退職した。

### 過去の担当番組
- KTSスーパータイム（1988年秋～1997年3月）
- KTSニュース　ザ・ヒューマン（1997年4月～1998年3月）
- スーパーニュースイマジン（2006年4月～2007年3月）
- KTSスーパーニュース（1998年4月～2011年3月25日）
- ゆうテレ（2013年4月〜2015年3月）
- KTSニュース